# Mounanaïta
La mounanaïta és un mineral de la classe dels fosfats que pertany al grup de la tsumcorita. Rep el nom de la seva localitat tipus, la mina Mounana, al Gabon.

## Característiques
La mounanaïta és un vanadat de fórmula química PbFe3+₂(VO₄)₂(OH,F)₂. Va ser aprovada com a espècie vàlida per l'Associació Mineralògica Internacional l'any 1968. Cristal·litza en el sistema monoclínic. És l'anàleg de Fe3+ de la krettnichita.
Segons la classificació de Nickel-Strunz, la mounanaïta pertany a «08.CG - Fosfats sense anions addicionals, amb H₂O, amb cations de mida mitjana i gran, RO₄:H₂O = 1:1» juntament amb els següents minerals: cassidyita, col·linsita, fairfieldita, gaitita, messelita, parabrandtita, talmessita, hillita, brandtita, roselita, wendwilsonita, zincroselita, rruffita, ferrilotharmeyerita, lotharmeyerita, mawbyita, thometzekita, tsumcorita, cobaltlotharmeyerita, cabalzarita, krettnichita, cobalttsumcorita, niquellotharmeyerita, manganlotharmeyerita, schneebergita, niquelschneebergita, gartrellita, helmutwinklerita, zincgartrel·lita, rappoldita, fosfogartrel·lita, lukrahnita, pottsita i niqueltalmessita.

## Formació i jaciments
Va ser descoberta a la mina Mounana, situada a la localitat homònima dins el departament de Léboumbi-Leyou, a la província d'Haut-Ogooué (Gabon). També ha estat descrita a les prospeccions d'urani de la vall de Rendena, a Bocenago (Trentino - Tirol del Sud, Itàlia). Aquests dos indrets són els únics de tot el planeta on ha estat descrita aquesta espècie mineral.